# T57自走炮
T57式3英寸火炮載具是一款美國自走炮。它使用了M3A3斯圖亞特式輕型坦克的底盤，是之前的T56的改進型。
1942年9月，美軍開始嘗試將3英寸火炮裝上改裝過的M3A3輕型坦克的底盤。這款火炮即T56式3英寸火炮載具。這款火炮的發動機被移動到了中部，而火炮和保護乘員的護盾則是後置。但是3英寸火炮對於T56來說過重，並對其性能造成了不利影響。T56還有另外一個問題就是乘員太少，炮組人員作業負擔極重使得射擊速度低下。因此衍生的T57是在T56基礎上嘗試進一步改良。它使用了一臺功率更強的發動機，並且去除了護盾，但測試結果依然不令人滿意。最終，美軍在1943年2月放棄了T57的研發計劃。